# 匈牙利护照
匈牙利護照是由匈牙利內政部的中央數據處理、註冊及選舉辦公室所發行。每位匈牙利公民也是歐盟公民，護照及身分證持有者允許在歐盟各會員國、歐洲經濟區及瑞士間自由移動及居住。

## 圖片

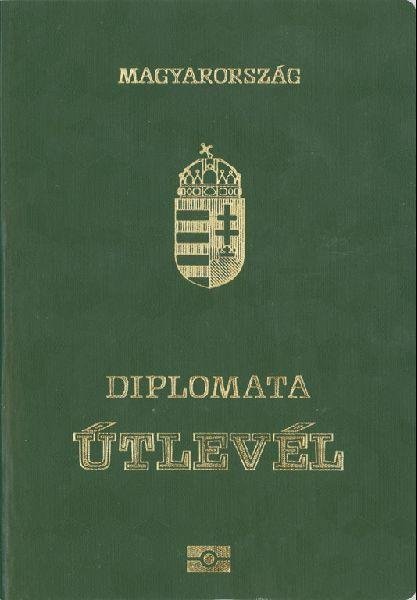
電子外交護照
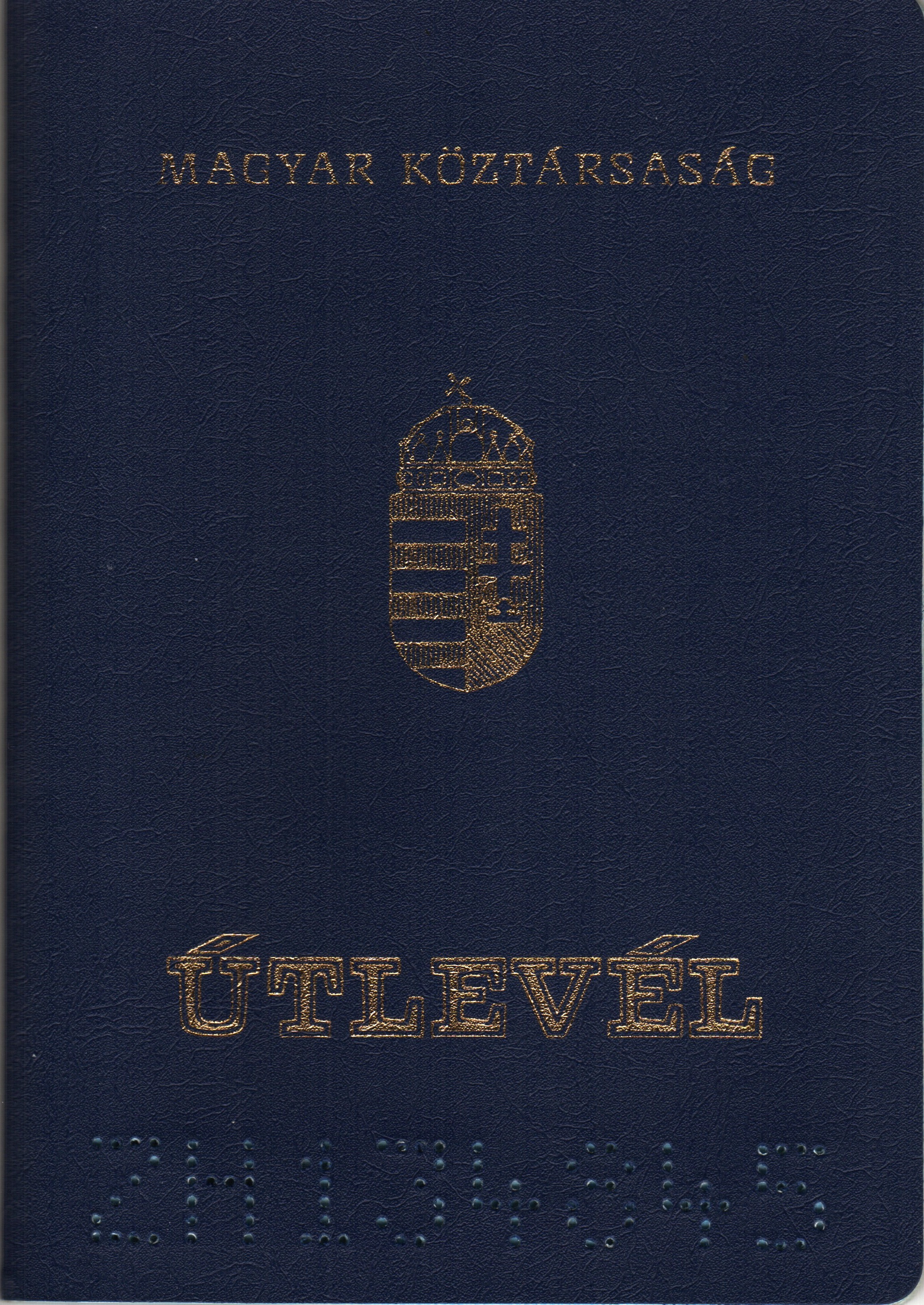
Regular passport, pre-biometric version
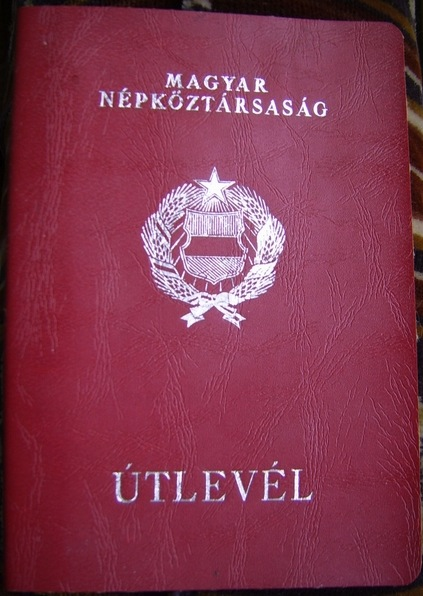
1972年版的普通護照
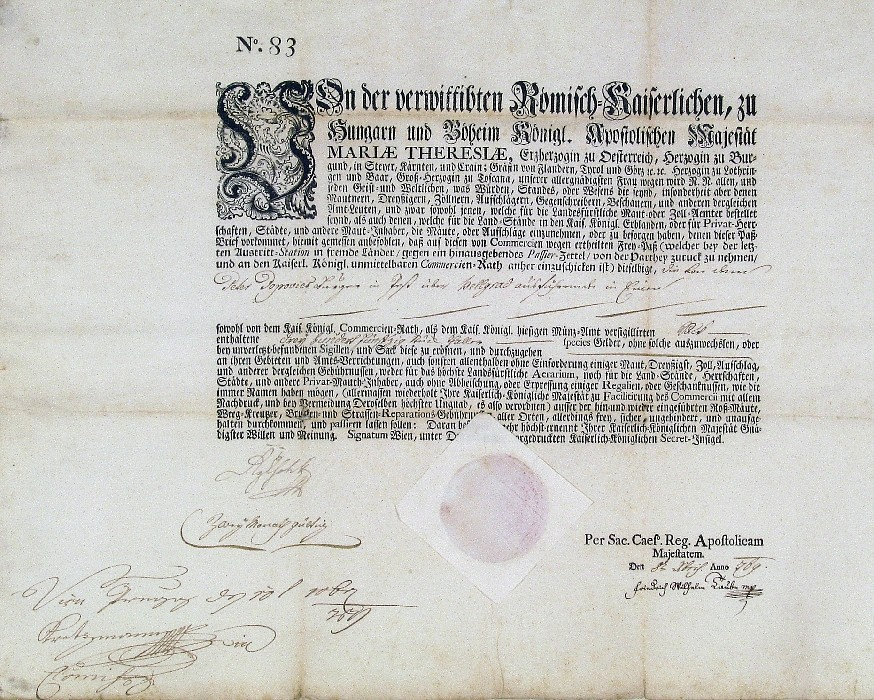
Historic Hungarian passport of Peter Popovics from Pest, 1769

## 免簽證

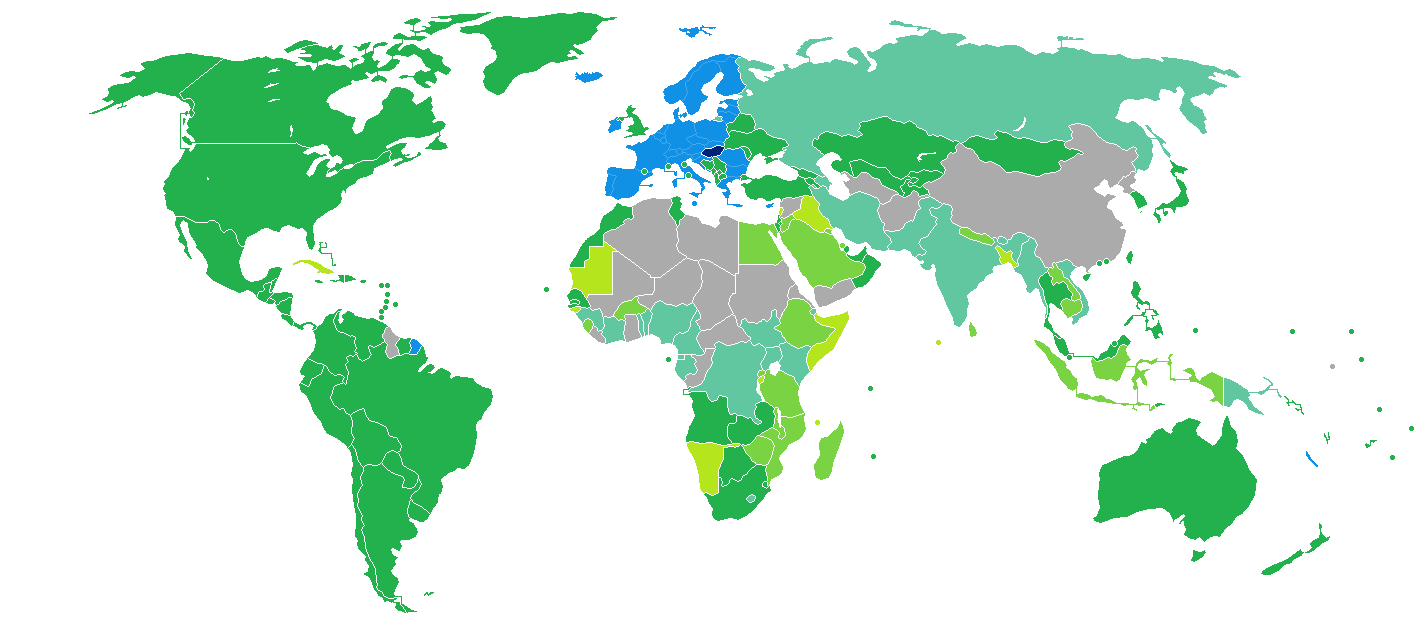
匈牙利公民簽證請求
Hungary
Freedom of movement
Visa not required
Visa on arrival
eVisa
Visa available both on arrival or online
Visa required prior to arrival

根据2025年1月8日发布的亨利护照指数，匈牙利护照可免签证、落地签证或电子签证入境187个国家和地区，位居世界第8，与捷克护照并列。

## 外部連結
- Hungarian Ministry of Foreign Affairs (in Hungarian, M stands for regular passport) （页面存档备份，存于）
- （页面存档备份，存于） Hungarian passport info on PRADO